# TV Girl
TV Girl è un gruppo musicale statunitense formatosi nel 2010. È attualmente costituito dai musicisti Brad Petering, Jason Wyman e Wyatt Harmon.

## Storia del gruppo
French Exit (2014), primo album in studio del gruppo, ha scalato le ARIA Charts e la Albumų Top 100 rispettivamente fino al 19º e 41º posto. È stato più fortunato l'LP successivo, dal titolo Who Really Cares (2016); il disco ha esordito al 13º posto della classifica LP australiana, facendo un'apparizione nella top ten lituana e nella OLiS. La British Phonographic Industry ha certificato 1,6 milioni di unità in singoli, equivalenti a due dischi d'oro, uno di platino e uno d'argento. Hanno conseguito anche quattro dischi di platino dalla Recording Industry Association of America, nonché tre di platino e uno d'oro dalla Recorded Music NZ.
Nell'estate 2024 sono stati impegnati con una tournée nel continente europeo.

## Formazione
Attuale
- Brad Petering – voce (2010-presente)
- Jason Wyman – batteria
- Wyatt Harmon – tastiere

Ex componenti
- Trung Ngo – voce (2010-2013)
- Joel Williams – voce (2010-2013)
- Dan Komin
- Brayden Patterson

## Discografia

### Album in studio
- 2014 – French Exit
- 2016 – Who Really Cares
- 2018 – Death of a Party Girl
- 2021 – Summer's Over (con Jordana)
- 2023 – Grapes Upon the Vine
- 2024 – Fauxllennium (con George Clanton)

### EP
- 2013 – Lonely Women
- 2020 – The Night in Question: French Exit Outtakes

### Singoli
- 2015 – Natalie Wood
- 2023 – Average Guy (Blame) (con Monster Rally)
- 2024 – Summer 2000 Baby/Take a Trip (con George Clanton)